# Wolfgang Hutter

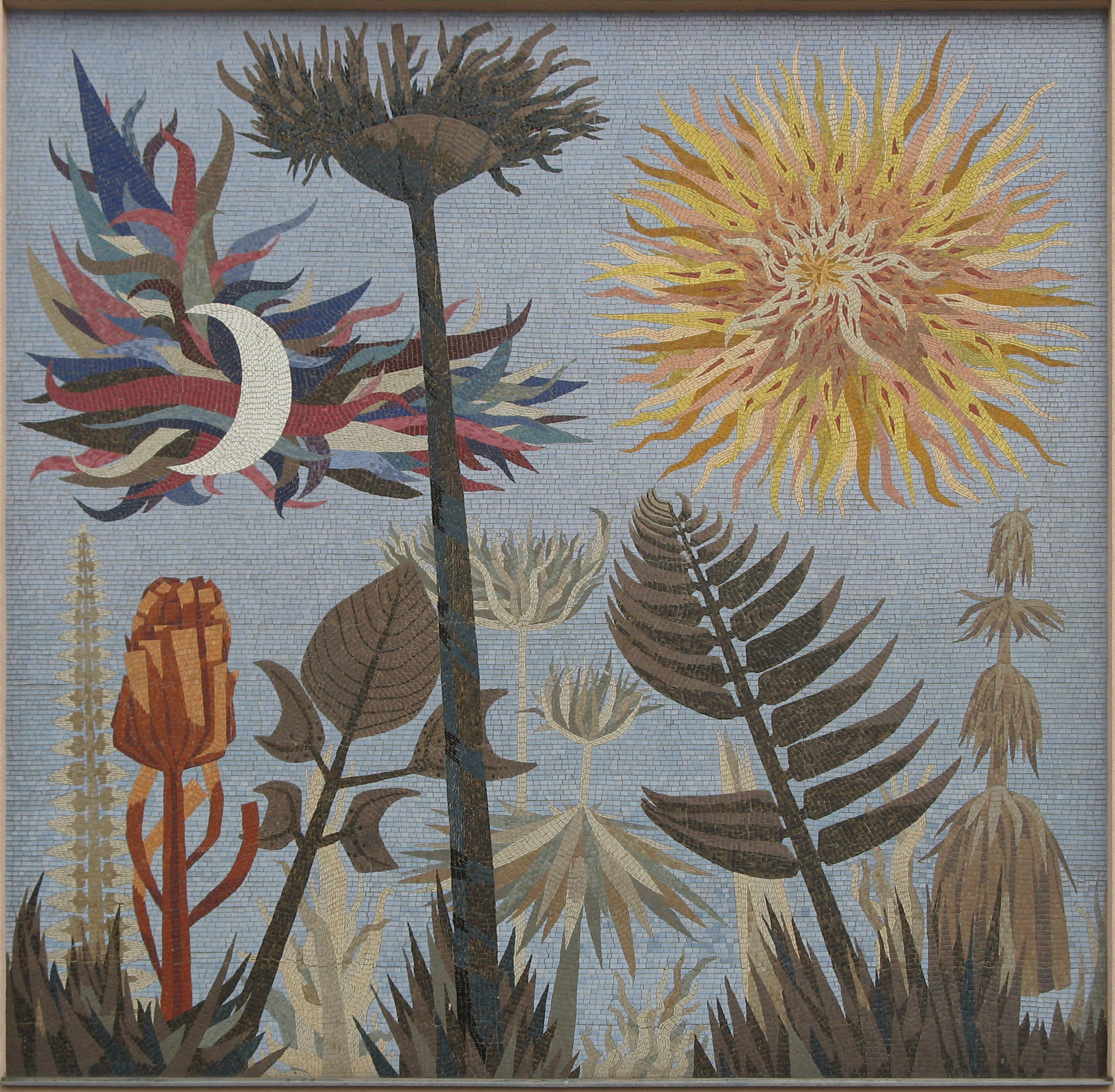
Pflanzen und Gestirne ("Växter och stjärnor", 1958), mosaikvägg av Wolfgang Hutter på Buchengasse 139 i stadsdelen Favoriten, Wien.

Wolfgang Hutter, född 13 december 1928 i Wien, död 26 september 2014, var en österrikisk målare, grafiker och scenograf. 

## Verksamhet
Wolfgang Hutter studerade 1945-50 vid Wiens konstakademi för sin far Albert Paris Gütersloh. Tillsammans med Ernst Fuchs, Rudolf Hausner, Edgar Jené och Fritz Janschka bildade han 1946 en surrealistgrupp inom Art-Club och medverkade senare på 1950-talet till bildandet av Den fantastiska realismens skola i Wien. Hans bildvärld kännetecknas av konstfärdiga trädgårdar och sagolika scener utförda i minsta detalj och med teknisk perfektion. Från 1966 till 1997 undervisade Wolfgang Hutter (från 1974 som professor) på Wiens konstfack (Universität für angewandte Kunst)  vid Oskar Kokoschka Platz i centrala Wien. På Venedigbiennalen 1954 tilldelades Hutter Unescos pris. Han finns representerad på Phantastenmuseum i Wien.